# Deopalpus trinitatis
Deopalpus trinitatis är en tvåvingeart som beskrevs av Thompson 1963. Deopalpus trinitatis ingår i släktet Deopalpus och familjen parasitflugor. Inga underarter finns listade i Catalogue of Life.